# Goryphus rufobasalis
Goryphus rufobasalis là một loài tò vò trong họ Ichneumonidae.